# Lilli Gyldenkilde
Lilli Helletofte Gyldenkilde, född 13 februari 1936 i Horsens, död 8 augusti 2003, var en dansk politiker för Socialistisk Folkeparti. Hon var folketingsledamot 1977-1994 och europaparlamentariker 1994-1996.
Lilli Gyldenkilde var dotter till hamnarbetaren Harry Rasmussen (†1982) och Solveig Pedersen (1915-1961). Hon växte upp hos sina morföräldrar och efter konfirmationen flyttade hon till Köpenhamn. Hon arbetade i 11 år på radiofabriken Eltra. Hon flyttade därefter tillbaka till Horsens och arbetade på TV-fabriken Arena. Hon blev sjukpensionär när hon var 27 år gammal efter att hon fått eksem av de upplösningsmedel som användes på fabriken. Hon var gift tre gånger och fick tre barn.
Gyldenkilde var till en början socialdemokrat och var i sin ungdom engagerad i Danmarks Socialdemokratiske Ungdom och i idrottsföreningen De Unges Idræt, som stod den danska arbetarrörelsen nära. Hon var sedan medlem i Socialdemokratiet men lämnade partiet 1971 på grund av att hon motsatte sig partiets EG-vänliga (Europeiska gemenskaperna) linje. Hon gick med i Socialistisk Folkeparti (SF) samma år och var ledamot i partiets valförbund i Horsens från 1972 och var dess ordförande 1974-1977. Hon var ledamot i partistyrelsen (1976-1990) och i partistyrelsen i Vejle amt från 1974.
Hon blev invald i Folketinget 1977 genom ett utjämningsmandat. Från 1979 var hon partiets arbetsmarknadspolitiska talesperson och var ledamot i Folketingets arbetsmarknadsutskott (1981-1994), i social- och kommunutskotten samt ledamot i Nordiska rådet (1984-1991). Hon arbetade bl.a. för införandet av ekonomisk demokrati, opponerade sig mot sänkningar av a-kassan, arbetade för ett avskaffande av sjukpensionens lägsta belopp samt opponerade sig mot decentralisering och kommunalisering av ansvaret för sociala förmåner. Hon efterträdde partikamraten Ebba Strange som SF:s representant i Folketingets presidium 1982, ett uppdrag hon innehade till 1994. 1990 kandiderade hon till uppdraget som Folketingets talman men förlorade mot socialdemokraten Henning Rasmussen. Vid kalla krigets slut 1989 fick hon en mer positiv inställning till EU och 1994 blev hon invald i Europaparlamentet med 119 000 röster. Hon var bl.a. ledamot i parlamentets social- och arbetsmarknadsutskott och i utskottet för kvinnors rättigheter. Hon tvingades lägga ned sitt mandat 1996 på grund av sjukdom.